# Frances Drake
Frances Drake (nacida como Frances Morgan Dean; 22 de octubre de 1912 – 18 de enero de 2000) fue una actriz estadounidense conocida por interpretar a Eponine en Les Misérables (1935).

## Primeros años
Drake nació en Nueva York como Frances Morgan Dean en el seno de una familia adinerada. Se educó en el Havergal College de Canadá y a los 14 años "fue enviada a la escuela en Inglaterra, bajo el ala de su abuela". Estaba allí cuando la bolsa de valores se desplomó en 1929.

## Carrera
Necesitada de dinero por primera vez en su vida, Drake se convirtió en bailarina y actriz de teatro y descubrió que el cine pagaba aún mejor. En 1933, explicó: "Conocí a un actor en Londres, Gordon Wallace, que durante un tiempo formó parte de la compañía de Eva Le Gallienne, y me pidió que formara un cuerpo de baile con él. Bailamos, y un productor teatral nos pidió que participáramos en una obra. Luego me invitaron a hacer películas en Inglaterra".
Regresó a Estados Unidos en 1934 y Paramount le ofreció un contrato y le cambió el nombre a Frances Drake (después de que el estudio quisiera inicialmente que su nuevo nombre fuera Marianne Morel para evitar confusiones con la entonces popular estrella Frances Dee). Fue entrenada por la cantante de ópera y actriz Marguerite Namara mientras continuaba en el cine. A menudo se la encasillaba en papeles de "damisela en apuros" y aparecía en películas de proto-horror y proto-sci-fi junto a estrellas como Bela Lugosi, Boris Karloff y Peter Lorre. Un libro de referencia cinematográfica resumía la carrera de Drake de la siguiente manera: "Interpretó papeles principales en muchas producciones de Hollywood de la década de 1930, a menudo como la aterrorizada heroína de historias de terror y misterio".

## Vida personal
El 12 de febrero de 1939, Drake se casó con Cecil Howard (1908-1985), segundo hijo de Henry Howard, decimonoveno conde de Suffolk. Howard desaprobó su carrera, y ella se retiró de la industria cinematográfica cuando recibió su herencia. Después de la muerte de Howard en 1985, se casó con David Brown en 1992; el murió en 2009.

## Reconocimientos
Tiene una estrella en la sección de cine del Paseo de la Fama de Hollywood, situado en el 6821 de Hollywood Boulevard.
Una escuela lleva su nombre en Leominster, Massachusetts.

## Muerte
Drake murió en Irvine (California), el 18 de enero de 2000, a los 87 años. Está enterrada en la Section 8 Garden of Legends del Hollywood Forever Cementery, Hollywood, California.

## Filmografía
| - The Jewel (1933) - Jenny Day/Lady Joan - Meet My Sister (1933) - Helen Sowerby - Bolero (1934) - Leona - The Trumpet Blows (1934) - Chulita - Ladies Should Listen (1934) - Anna Mirelle - Forsaking All Others (1934) - Connie Barnes Todd - Transient Lady (1935) - Dale Cameron - Les Miserables (1935) - Eponine - Mad Love (1935) - Yvonne Orlac - Without Regret (1935) - Mona Gould - The Invisible Ray (1936) - Diana Rukh - The Preview Murder Mystery (1936) - Peggy Madison | - Florida Special (1936) - Marina Landon - And Sudden Death (1936) - Betty Winslow - I'd Give My Life (1936) - Mary Reyburn - Midnight Taxi (1937) - Gilda Lee - You Can't Have Everything (1937) - Pamela Beaumont - She Married an Artist (1937) - Sally Dennis - Love Under Fire (1937) - There's Always a Woman (1938) - Anne Calhoun - The Lone Wolf in Paris (1938) - Princesa Thania de Arbonne - It's a Wonderful World (1939) - Vivian Tarbel - I Take This Woman (1940) - Lola Estermont - The Affairs of Martha (1942) - Sylvia Norwood (último papel cinematográfico) |